# Katarína Mereššová
Katarína Mereššová (*28. května 1930 Šamorín u Dunajské Stredy) je slovenská operní pěvkyně, sólistka operety SD v Košicích.

## Profesní kariéra
Zpívání se věnuje od dětství, kdy ho začala soukromě studovat u paní Marie Smutné-Vlkové. Během své celoživotní kariéry účinkovala v činohrách, operách i operetách. Již jako dvacetiletá ztvárnila roli Matky od Karla Čapka. Od roku 1953 byla sólistkou maďarského lidového uměleckého kolektivu (MLUK). V roce 1955 byla členkou MOD v Komárně. O tři roky později se stala sólistkou zpěvohry v Prešově a od roku 1962 je sólistkou opery v Slovenském divadle v Košicích. Její láskou však byla opereta, kde dosáhla mnoha úspěchů. Postupně hrála hlavní postavy ve většině operet uváděných v Košickém divadle. Velmi často hostovala v mnoha divadlech na Slovensku a svůj talent ukázala i na zahraničních scénách. Stala se významnou a výraznou osobností operetního světa.

## Nejvýznamnější role - operety
- Čardášová princezna - Sylvia Varescu (1967)
- Rose Marie - Rose Marie (1967)
- Polská krev - Helena (1974)
- Volný vítr - Helena (1975)
- Hrnčířský bál - Anička Kolaříková (1977)
- Grófka Marica - Marica (1978)
- Veselá vdova - Hana Glavariová (1979)
- Paganini - Maria Anna Eliza (1980)
- Vídeňská krev - Gabriele (1982)

## Nejvýznamnější role - opery
- La Traviata - Flora Bevoix (1972)
- Boris Godunov - Krčmářka (1975)
- Sedlácká čest - Lola (1978)
- Carmen - Mercedes (1979)
- Madame Butterfly - Kate (1978)